# Gadhinglaj
Gadhinglaj là một thành phố và là nơi đặt hội đồng đô thị (municipal council) của quận Kolhapur thuộc bang Maharashtra, Ấn Độ.

## Địa lý
Gadhinglaj có vị trí 16°14′B 74°21′Đ / 16,23°B 74,35°Đ Nó có độ cao trung bình là 623 mét (2043 feet).

## Nhân khẩu
Theo điều tra dân số năm 2001 của Ấn Độ, Gadhinglaj có dân số 25.356 người. Phái nam chiếm 51% tổng số dân và phái nữ chiếm 49%. Gadhinglaj có tỷ lệ 78% biết đọc biết viết, cao hơn tỷ lệ trung bình toàn quốc là 59,5%: tỷ lệ cho phái nam là 84%, và tỷ lệ cho phái nữ là 72%. Tại Gadhinglaj, 11% dân số nhỏ hơn 6 tuổi.